# Thomas Rotsch
Thomas Rotsch (* 3. Oktober 1964 in Darmstadt) ist ein deutscher Hochschullehrer und Inhaber eines Lehrstuhls an der Justus-Liebig-Universität in Gießen.

## Leben
Rotsch begann erst im Alter von 24 Jahren mit dem Jurastudium. Er studierte Rechtswissenschaften an den Universitäten Heidelberg, Kiel und Frankfurt am Main, wo er 1994 das Erste Staatsexamen absolvierte. Während der Beurlaubung von seinem Rechtsreferendariat wurde er als Stipendiat der Deutschen Forschungsgemeinschaft mit der Arbeit Individuelle Haftung in Großunternehmen, Plädoyer für den Rückzug des Umweltstrafrechts an der Universität zu Kiel mit summa cum laude zum Doktor der Rechte promoviert. Die Arbeit wurde mit dem Fakultätenpreis der Universität Kiel ausgezeichnet. Von 1995 bis 2005 war Rotsch zunächst als Wissenschaftlicher Mitarbeiter und anschließend als Akademischer Rat a. Z. Wissenschaftlicher Assistent bei Erich Samson in Kiel, wo er sich 2005 mit der materiell-strafrechtlichen Arbeit „Einheitstäterschaft“ statt Tatherrschaft habilitierte. Zwischenzeitlich hatte er in Frankfurt am Main das Zweite Staatsexamen gemacht.
2006 erhielt er einen Ruf auf eine Professur für Strafrecht, einschließlich Wirtschafts- und Völkerstrafrecht an der Universität Augsburg. 2011 nahm er einen weiteren Ruf an die Justus-Liebig-Universität Gießen an, wo er seit dem 1. Oktober 2011 die Professur für Deutsches, Europäisches und Internationales Straf- und Strafprozessrecht, Wirtschaftsstrafrecht und Umweltstrafrecht innehat. Von 2017 bis 2019 war er Studiendekan der Juristischen Fakultät. In den Jahren 2010 bis 2020 war er als Of Counsel einer Hamburger Rechtsanwaltskanzlei tätig. 2005 gründete er die Online-Zeitschrift ZIS (Zeitschrift für Internationale Strafrechtsdogmatik; mittlerweile ZfIStw – Zeitschrift für Internationale Strafrechtswissenschaft), deren geschäftsführender Herausgeber er bis heute ist. Sie ist heute eine der führenden strafrechtswissenschaftlichen Zeitschriften. 2007 rief er die Schwesterzeitschrift ZJS – Zeitschrift für das Juristische Studium ins Leben, die als juristische Ausbildungszeitschrift konzipiert ist und deren Mitherausgeber er auch heute noch ist; die Schriftleitung hat er mittlerweile an seinen Schüler Markus Wagner übergeben. Im Sommersemester 2009 gründete er das CCC – Center for Criminal Compliance. Neben seiner Tätigkeit als Professor ist er außerdem regelmäßig als Gutachter in Wirtschaftsstrafsachen tätig.

## Veröffentlichungen (Auswahl)
- Individuelle Haftung in Großunternehmen, Plädoyer für den Rückzug des Umweltstrafrechts. Nomos, Baden-Baden 1998, ISBN 3-7890-5476-3.
- „Einheitstäterschaft“ statt Tatherrschaft, Zur Abkehr von einem differenzierenden Beteiligungsformensystem in einer normativ-funktionalen Straftatlehre. Mohr Siebeck, Tübingen 2009, ISBN 978-3-16-149811-4.
- Thomas Rotsch (Hrsg.): Criminal Compliance, Handbuch. Nomos, Baden-Baden 2015, ISBN 978-3-8329-7398-8.
- Strafrechtliche Klausurenlehre. 4. Auflage. Vahlen, München 2022, ISBN 978-3-8006-7002-4.
- Thomas Rotsch, Markus Wagner, Petra Wittig: Die strafrechtliche Verantwortlichkeit des GmbH-Geschäftsführers. 2. Auflage. C.F. Müller, Heidelberg 2025, ISBN 978-3-8114-0844-9.
- Thomas Rotsch, Frank Saliger, Michael Tsambikakis (Hrsg.): NomosKommentar, StPO. Nomos, Baden-Baden 2025, ISBN 978-3-8487-1299-1.